# Losdolobus opytapora
Losdolobus opytapora là một loài nhện trong họ Orsolobidae.
Loài này thuộc chi Losdolobus. Losdolobus opytapora được miêu tả năm 2004 bởi Antonio D. Brescovit, Bertoncello & Ott.